# Ташанська волость
Ташанська волость — адміністративно-територіальна одиниця Переяславського повіту Полтавської губернії з центром у селі Ташань.
Станом на 1885 рік складалася з 8 поселень, 13 сільських громад. Населення — 7715 осіб (3756 чоловічої статі та 3959 — жіночої), 1334 дворових господарства.
|                     | Площа, десятин | У тому числі орної, дес. |
| ------------------- | -------------- | ------------------------ |
| Сільських громад    | 9163           | 6091                     |
| Приватної власності | 8574           | 5244                     |
| Іншої власності     | 179            | 163                      |
| Загалом             | 17916          | 11498                    |

Поселення волості:
- Ташань (Китай Городище) — колишнє власницьке село при річці Супій за 27 верст від повітового міста, 1061 особа, 205 дворів, православна церква, школа, 3 постоялих будинки, 8 лавок, 2 водяних і 3 вітряних млини, щорічний ярмарки. За ½ версти — цвинтарна церква.
- Вергуни (Середні Пологи) — колишнє власницьке село при річці Лукашівка, 2456 осіб, 438 дворів, православна церква, школа, постоялий будинок, 2 лавки, 48 вітряних млинів.
- Горбані — колишнє державне та власницьке село при річці Супій, 1012 осіб, 158 дворів, православна церква, 23 вітряних млини.
- Натягайлівка (Середні Пологи) — колишнє державне село при річці Чирскома, 507 осіб, 87 дворів, постоялий будинок, 17 вітряних млинів.
- Положаї — колишнє власницьке село при річці Супій, 596 осіб, 118 дворів, православна церква, постоялий будинок, 15 вітряних млинів.
- Чебітки (Малі Пологи) — колишнє власницьке село при річці Чирскома, 963 особи, 173 двори, православна церква, 15 вітряних млинів.

Старшинами волості були:
- 1900 року — селянин Самсон Гаврилович Гречка[2];
- 1903—1904 роках — селянин Іван Лукьянович Вовнянка[3],[4];
- 1906—1907 роках — Юхим Григорович Глоба[5],[6];
- 1913 року — Михайло Федорович Середа[7];
- 1915—1916 роках — Максим Федорович Бориско[8],[9].